# Lijst van hoofden van de Dúnedain
Dit is een lijst van de fictieve Hoofden van de Dúnedain (Dolers van het Noorden) in Eriador in Midden-aarde, zoals beschreven in Tolkiens In de Ban van de Ring.
Na de dood van koning Arvedui in 1975 van de Derde Era hield het Noordelijke Koninkrijk op te bestaan, en werden de Dúnedain (Dolers van het Noorden) verworpenen, de lijn van Elendil bleef echter bestaan in de vorm van het Hoofd van de Dúnedain. De Dúnedain werden daarbij gesteund door Elrond van Rivendel. In de ruim 1800 jaar in de Derde Era namen de Dolers van het Noorden in aantal af maar vochten zij nochtans onverwijld door tegen Sauron samen met de elfen van Lindon en Rivendel. Zij beschermden in feite de Gouw en Breeg en hielden ook de wegen open voor reizigers zoals de Langbaarden die tussen de Blauwe Bergen en Rhovanion reisden en elfen op weg naar de Grijze Havens.

## Hoofden van de Dúnedain
AranarthIn het jaar 1975 van de Derde Era wordt Aranarth het eerste Hoofd van de Dúnedain wanneer zijn vader Arvedui, de laatste koning van Arthedain verdrinkt in de baai van Forochel. Hij wordt op zijn beurt in 2106 door zijn zoon Arahael opgevolgd.
ArahaelArahael wordt in 2106 het tweede Hoofd van de Dúnedain. Hij is de vader van Aranuir, die hem in 2177 als Hoofd opvolgt.
AranuirAranuir wordt in 2177 het derde Hoofd van de Dúnedain. Hij is de vader van Aravir, die hem in 2247 als Hoofd opvolgt.
AravirAravir wordt in 2247 het vierde Hoofd van de Dúnedain. Terwijl Aravir in de wildernis leeft wordt zijn zoon Aragorn grootgebracht door Elrond in Rivendel. In 2319 volgt zijn zoon hem op als Hoofd.
Aragorn IAragorn was vanaf 2319 het vijfde Hoofd van de Dúnedain. Zijn leiderschap duurde slechts acht jaar, aangezien hij in 2327 werd gedood door wolven in het oosten van Eriador. Naar hem werd zijn afstammeling Aragorn II genoemd, de latere Koning van Arnor en Gondor.
AraglasAraglas volgt in 2327 zijn vader Aragorn I op als Hoofd van de Dúnedain. Hij is de vader van Arahad, die hem in 2455 als Hoofd opvolgt.
Arahad IArahad I wordt in 2455 het zevende Hoofd van de Dúnedain. Hij is de vader van Aragost, die hem in 2523 als Hoofd opvolgt.
AragostAragost wordt in 2523 het achtste Hoofd van de Dúnedain. Hij is de vader van Aravorn, die hem in 2588 als Hoofd opvolgt.
AravornAravorn wordt in 2588 het negende Hoofd van de Dúnedain. Hij is de vader van Arahad, die hem in 2654 als Hoofd opvolgt.
Arahad IIArahad II wordt in 2654 het tiende Hoofd van de Dúnedain. Hij is de vader van Arassuil, die hem in 2719 als Hoofd opvolgt.
ArassuilArassuil was van 2654 tot 2784 het elfde Hoofd van de Dúnedain. In zijn dagen broeide het in het noorden. Vele orks stroomden rond 2740 uit de Nevelbergen en vielen Eriador binnen. De elfen van Rivendel en de Dolers hadden de grootste moeite om de situatie onder controle te houden. Een groep orks onder leiding van Golfimbul wist de Gouw te bereiken maar zij werden in 2747 verslagen in de Slag van Groeneveld door Bandobras Toek. Elf jaar later zette de Lange Winter in die aan vele mensen het leven kostte in zowel Eriador als zuidelijkere landen.
Arathorn IArathorn I was vanaf 2784 het twaalfde Hoofd van de Dúnedain. In 2848 werd hij aangevallen door wolven en gedood. Hij werd opgevolgd door zijn zoon Argonui.
ArgonuiArgonui is vanaf 2848 het dertiende Hoofd van de Dúnedain. Hij is de vader van Arador, die hem in 2912 als Hoofd opvolgt.
AradorArador is van 2912 tot 2930 het veertiende Hoofd van de Dúnedain. Hij is de vader van Arathorn II en grootvader van Aragorn II, de latere koning van Gondor en Arnor. Hij werd gevangengenomen en gedood door grottrollen uit de Nevelbergen.
Arathorn IIArathorn II is vanaf 2930 het vijftiende en voorlaatste Hoofd van de Dúnedain. Hij huwde al vlug met Gilraen, hoewel zijn vader er tegen was. Zijn moeder overtuigde Arador echter om het huwelijk toe te staan omdat ze een vroege dood voorzag voor haar zoon. In III 2931 werd hun zoon Aragorn geboren. Twee jaar later stierf Arathorn II toen hij werd geraakt door een pijl van een ork. Hij werd direct opgevolgd door zijn zoon.
Aragorn IIAragorn II is vanaf 2933 het zestiende en laatste Hoofd van de Dúnedain. Hij werd in 3019, na de val van Barad-Dûr, gekroond tot koning van Herenigd Koninkrijk van Gondor en Arnor.